# ウォリック (ロードアイランド州)
ウォリック（英: Warwick）は、アメリカ合衆国ロードアイランド州のケント郡にある都市。人口は8万2823人（2020年）。州都プロビデンスの南15㎞に位置している。
ウォリックにはロードアイランド州の主要空港であるT・F・グリーン空港があり、プロビデンス都市圏の用に供し、マサチューセッツ州ボストンのジェネラル・エドワード・ローレンス・ローガン国際空港の代替空港の役目も果たしている。またロードアイランド州陸軍州兵の第43憲兵旅団基地もある。
1642年にサミュエル・ゴートンが創設したウォリックはアメリカ史の主要な出来事を目撃してきた。フィリップ王戦争（1675年-1676年）の時に人口が激減し、アメリカ独立戦争のときはイギリスのスクーナー船ガスペーに対して最初の銃撃が行われた場所だった。ウォリックは独立戦争でジョージ・ワシントン将軍に次ぐ副司令官だったナサニエル・グリーン将軍や、南北戦争のときにゲティスバーグの戦いで英雄となったジョージ・S・グリーン将軍の生誕地だった。

## 初期の歴史
ウォリックは、ナラガンセット族インディアンの大首長マイアントノミが貝殻玉144ファソム (263 m) を受け取ることに合意した1642年に、サミュエル・ゴートンによって創設された。これは「シャウホメット買収」と呼ばれた。この買収には現在のコヴェントリーやウェストウォリック町の町も含まれていた。しかしこの買収は紛争無しに行われたものではなかった。地域にいたサコノノコとパムハムという2人の首長がその承認を得ずにマイアントノミが土地を売ったと主張した。2人の首長はマサチューセッツ湾植民地ボストンに訴え出、その土地をマサチューセッツの統治下に置いた。1643年、マサチューセッツは民兵隊をシャウホメットに派遣し、ゴートンとその追随者を逮捕しようとした。激しい対立の後、ゴートン支持者のうち3人を除いて全員がマサチューセッツの部隊に降伏した。この出来事が契機でナラガンセット湾にあった他の3つの町（プロビデンス、ポーツマスおよびニューポート）が合同し、ナラガンセット湾の町にロードアイランド及びプロビデンス・プランテーション植民地を形成する王室勅許を得た。
1648年、ゴートンは海軍提督でイギリス議会プランテーション問題委員会の長であった第2代ウォリック伯爵ロバート・リッチから土地特許を認められた。このために開拓地の名前はシャウホメットからウォリックに変えられた。マサチューセッツはこの地域に対する領有権主張を続けたが、それを強制できる力は無かった。
1772年、ウォリックはガスペー事件と呼ばれることになる最初のイギリス王権に対抗する暴力事件の現場になった。当時密貿易があたりまえのように行われていたナラガンセット湾に、1765年の印紙法やタウンゼンド諸法を強制するための密輸監視艇HMSガスペーに地元のアメリカ愛国者達が乗り込んだ。船を乗っ取られるのを防ごうとしたガスペーの指揮官ダッディンストン海尉が股あてを撃たれ、アメリカ独立に向かう出来事での最初の血が流されたのがこの地になった。ガスペーは火を点けられる前に全ての大砲や武器を外された。
独立戦争の間、ウォリックの民兵隊はモントリオール、ケベック、サラトガ、モンマス、トレントン、ロードアイランドなどの戦いに参戦し、ヨークタウンでイギリス軍が降伏した時もその場にいた。

## 地理
ウォリックは北緯41度43分5秒 西経71度24分55秒 / 北緯41.71806度 西経71.41528度に位置する。アメリカ合衆国国勢調査局に拠れば、市域全面積は49.6平方マイル (128.5 km2)、このうち陸地は35.5平方マイル (91.9 km2)、水面は14.1平方マイル (36.6 km2)で水域率は28.46％である。
次の「ビレッジ」（Village）と呼ばれる地区がウォリック市内に位置している。
- アポノーグ
- アーノルズネック
- バトンウッズ
- シーダーツリーポイント
- チェピワノクセット
- コニミカット
- カウェセット
- ガスペー
- グリーンウッド
- ヒルズグローブ
- ホクスシー]
- ナイト
- レイクウッド
- ノーソーケット
- ノーウッド
- オークランドビーチ
- オールトバトンウッズ
- ポータクセット・ビレッジ（クランストンの中にもある）
- ポンティアック（クランストンの中にもある）
- ポトウォマット
- ウォリックネック
- ワイルズコーナー

## 人口動態
ウォリックは公式にはプロビデンス都市圏の一部であり、この都市圏では2010年時点での人口1,600,852人と推計されている。
以下は2000年国勢調査による人口統計データである。
| 基礎データ - 人口: 85,808人 - 世帯数: 35,517世帯 - 家族数: 22,979家族 - 人口密度: 933.3人/km2（2,417.2人/mi2） - 住居数: 37,085軒 - 住居密度: 403.3軒/km2（1,044.7軒/mi2） 人種別人口構成 - 白人: 95.11% - アフリカン・アメリカン: 1.16% - ネイティブ・アメリカン: 0.25% - アジア人:1.49% - 太平洋諸島系: 0.02% - その他の人種: 0.59% - 混血: 1.28% - ヒスパニック・ラテン系: 1.60% 年齢別人口構成 - 18歳未満: 21.9% - 18-24歳: 6.7% - 25-44歳: 30.1% - 45-64歳: 24.3% - 65歳以上: 17.0% - 年齢の中央値: 40歳 - 性比（女性100人あたり男性の人口） - 総人口: 90.8 - 18歳以上: 87.2 | 世帯と家族（対世帯数） - 18歳未満の子供がいる: 27.4% - 結婚・同居している夫婦: 50.7% - 未婚・離婚・死別女性が世帯主: 10.2% - 非家族世帯: 29.8% - 65歳以上の老人1人暮らし: 13.2% - 平均構成人数 - 世帯: 2.39人 - 家族: 2.99人 収入と家計 - 収入の中央値 - 世帯: 46,483 米ドル - 家族: 56,225米ドル - 性別 - 男性: 39,455米ドル - 女性: 28,946米ドル - 人口1人あたり収入: 23,410米ドル - 貧困線以下 - 対人口: 5.9% - 対家族数: 4.2% - 18歳以下: 6.4% - 65歳以上: 7.5% |

## 著名な住人
- ビル・アーモン、MLB野球選手、ウォリック退役兵記念高校で学んだ
- ロッコ・バルデッリ、MLB野球選手、ビショップ・ヘンドリッケン高校で学んだ
- ウィル・ブラックモン、アメリカンフットボールの選手、ビショップ・ヘンドリッケン高校で学んだ
- サラ・デコスタ、女子ホッケーのゴールキーパー
- ジョージ・S・グリーン、南北戦争の北軍将軍
- ナサニエル・グリーン、独立戦争の将軍、ジョージ・ワシントンの下で副司令官だった
- ジェイソン・ホーズとグラント・ウィルソン、超常現象調査員、大西洋超常現象学会の設立者、テレビ番組ゴーストハンターズの司会者
- ウォルト・モスバーグ、ウォールストリート・ジャーナルの技術面編集者
- クレイグ・プライス、バトンウッズ出身の殺人犯人、ウォリック退役兵記念高校で学んだ
- レイモンド・ネルス・ネルソン、ウォリックのプロビデンス・ジャーナルとイブニング・ブレティンの支局長
- クリス・テレリ、アイスホッケーのゴールキーパー、ピルグリム高校で学んだ
- ダン・ウィーラー、MLB野球選手、ピルグリム高校で学んだ
- ダグ・ホワイト、NBC 10 ニューズの元アンカー
- ジェームズ・ウッズ、俳優、ピルグリム高校で学んだ

## 教育
地元の公立学校はウォリック公立教育学区によって運営されている。ウォリックにある総合公立高校はトールゲイト高校、ウォリック退役兵記念高校およびピルグリム高校の3校である。中学校も3校ある。ビショップ・ヘンドリッケン高校はカトリック系男子のカレッジ予備高校であり、やはりウォリックにある。
ロードアイランド・コミュニティカレッジのナイト・キャンパスもウォリックにある。